# Voetbalelftal van de Duitse Democratische Republiek in 1976
Het Voetbalelftal van de Duitse Democratische Republiek speelde in totaal zeven interlands in het jaar 1976, waaronder twee wedstrijden bij de Olympische Spelen in Montréal. De nationale selectie stond voor het zevende opeenvolgende jaar onder leiding van bondscoach Georg Buschner.

## Balans
| Wedstrijden | Wedstrijden | Wedstrijden | Wedstrijden | Doelpunten | Doelpunten | Doelpunten | Punten |
| Gespeeld    | Winst       | Gelijk      | Verlies     | Voor       | Tegen      | Saldo      | Punten |
| ----------- | ----------- | ----------- | ----------- | ---------- | ---------- | ---------- | ------ |
| 7           | 4           | 3           | 0           | 16         | 4          | +12        | 1.571  |

## Olympische Spelen
Van de vijf wedstrijden die de staatsamateurs uit Oost-Duitsland speelden, tellen alleen de halve finale en finale mee in de officiële statistieken.
|                           |          |       |                                |                                                                                   |
| 18 juli Groep A 15:00 uur | Brazilië | 0 – 0 | Duitse Democratische Republiek | Varsity Stadium, Toronto Toeschouwers: 21.643 Scheidsrechter: John Paterson (SCO) |
| 18 juli Groep A 15:00 uur | Report   |       |                                | Varsity Stadium, Toronto Toeschouwers: 21.643 Scheidsrechter: John Paterson (SCO) |

|                           |                                |        |        |                                                                                         |
| 22 juli Groep A 15:00 uur | Duitse Democratische Republiek | 1 – 0  | Spanje | Olympisch Stadion, Montréal Toeschouwers: 26.204 Scheidsrechter: Werner Winsemann (CAN) |
| 22 juli Groep A 15:00 uur | Hans-Jürgen Dörner 46'         | Report |        | Olympisch Stadion, Montréal Toeschouwers: 26.204 Scheidsrechter: Werner Winsemann (CAN) |

|                               | |        |           |                                                                                      |
| 25 juli Kwartfinale 18:00 uur | Duitse Democratische Republiek                                                                        | 4 – 0  | Frankrijk | Lansdowne Park, Ottawa Toeschouwers: 20.083 Scheidsrechter: Alberto Michelotti (ITA) |
| 25 juli Kwartfinale 18:00 uur | Wolfram Löwe 27' Hans-Jürgen Dörner 60' (pen.) Hans-Jürgen Dörner 68' (pen.) Hans-Jürgen Riediger 77' | Report |           | Lansdowne Park, Ottawa Toeschouwers: 20.083 Scheidsrechter: Alberto Michelotti (ITA) |

|                                |                           |        |                                                     |                                                                                               |
| 27 juli Halve finale 18:00 uur | Sovjet-Unie               | 1 – 2  | Duitse Democratische Republiek                      | Olympisch Stadion, Montréal Toeschouwers: 57.182 Scheidsrechter: Marco Antonio Dorantes (MEX) |
| 27 juli Halve finale 18:00 uur | Viktor Kolotov 84' (pen.) | Report | 59' (pen.) Hans-Jürgen Dörner 66' Lothar Kurbjuweit | Olympisch Stadion, Montréal Toeschouwers: 57.182 Scheidsrechter: Marco Antonio Dorantes (MEX) |

|                          |                                                           |        |                   |                                                                                      |
| 31 juli Finale 21:30 uur | Duitse Democratische Republiek                            | 3 – 1  | Polen             | Olympisch Stadion, Montreal Toeschouwers: 71.617 Scheidsrechter: Ramón Barreto (URU) |
| 31 juli Finale 21:30 uur | Hartmut Schade 7' Martin Hoffmann 14' Reinhard Häfner 84' | Report | 59' Grzegorz Lato | Olympisch Stadion, Montreal Toeschouwers: 71.617 Scheidsrechter: Ramón Barreto (URU) |

## Statistieken
| Jürgen Croy            | 1946-10-19 | Sachsenring Zwickau | 7 | 0 | 0 | 75 | 0  |
| Hans-Ulrich Grapenthin | 1943-09-02 | FC Carl Zeiss Jena  | 0 | 1 | 0 | 3  | 0  |
| Verdediging            |            |                     |   |   |   |    |    |
| Gerd Kische            | 1951-10-23 | Hansa Rostock       | 6 | 0 | 0 |    |    |
| Konrad Weise           | 1951-08-17 | FC Carl Zeiss Jena  | 6 | 0 | 0 |    |    |
| Lothar Kurbjuweit      | 1950-11-06 | FC Carl Zeiss Jena  | 5 | 0 | 1 |    |    |
| Hans-Jürgen Dörner     | 1951-01-25 | Dynamo Dresden      | 4 | 1 | 2 |    |    |
| Klaus Müller           | 1953-01-26 | Dynamo Dresden      | 2 | 0 | 0 | 2  | 0  |
| Udo Schmuck            | 1952-10-29 | Dynamo Dresden      | 2 | 0 | 0 | 2  | 0  |
| Wilfried Gröbner       | 1949-12-18 | Lokomotive Leipzig  | 1 | 2 | 0 | 3  | 0  |
| Bernd Bransch          | 1944-09-24 | Hallescher FC       | 0 | 2 | 0 |    |    |
| Joachim Fritsche       | 1951-10-28 | Lokomotive Leipzig  | 0 | 1 | 0 | 13 | 0  |
| Middenveld             |            |                     |   |   |   |    |    |
| Reinhard Häfner        | 1952-02-02 | Dynamo Dresden      | 7 | 0 | 1 |    |    |
| Reinhard Lauck         | 1946-09-16 | BFC Dynamo Berlin   | 7 | 0 | 0 |    |    |
| Hartmut Schade         | 1954-11-13 | Dynamo Dresden      | 5 | 2 | 2 | 8  | 2  |
| Gerd Weber             | 1956-05-31 | Dynamo Dresden      | 2 | 0 | 0 | 6  | 0  |
| Rüdiger Schnuphase     | 1954-01-23 | Rot-Weiß Erfurt     | 1 | 0 | 0 | 9  | 0  |
| Jürgen Pommerenke      | 1953-01-22 | 1. FC Magdeburg     | 0 | 1 | 0 | 27 | 2  |
| Aanval                 |            |                     |   |   |   |    |    |
| Gert Heidler           | 1948-01-30 | Dynamo Dresden      | 6 | 0 | 2 | 7  | 2  |
| Hans-Jürgen Riediger   | 1955-12-20 | BFC Dynamo Berlin   | 4 | 0 | 2 | 10 | 3  |
| Martin Hoffmann        | 1955-03-22 | 1. FC Magdeburg     | 4 | 0 | 1 | 28 | 5  |
| Peter Kotte            | 1954-12-08 | Dynamo Dresden      | 3 | 1 | 3 | 4  | 3  |
| Wolfram Löwe           | 1945-05-14 | Lokomotive Leipzig  | 2 | 1 | 0 |    |    |
| Joachim Streich        | 1951-04-13 | Hansa Rostock       | 2 | 0 | 2 |    |    |
| Eberhard Vogel         | 1943-04-08 | FC Carl Zeiss Jena  | 1 | 0 | 0 | 74 | 25 |
| Dieter Riedel          | 1947-09-16 | Dynamo Dresden      | 0 | 2 | 0 | 3  | 0  |